# 101 курінь УСП Карпатські Вовки
Карпатські вовки — 101-ий курінь Уладу старших пластунів організації Пласт (Національної Скаутської Організації України).

## Особливості
- Клич: Перемога добра над злом[2]
- Діяльність та спеціалізація: Екологічне пластування, інструкторство, виховництво УПН, організація таборів УПН[3].
- Курінні барви: Фіолетовий, чорний, золотий.

## Історія
11 листопада 2017 року відбулася посвята курінного прапора. у с. Корчин у церкві Святих Кузьми і Дем’яна.